# Rainy Day, New York
Rainy Day, New York (Nederlands: Regenachtige dag, New York) is een schilderij van de Amerikaanse impressionistische kunstschilder Childe Hassam, waterverf op papier, 45,5 × 31,8 centimeter groot, gemaakt in 1892. Het toont een heer en dame in avondkledij, bij regenweer, naast een huurrijtuig. Het werk bevindt zich in particuliere collectie.

## Context
Straattaferelen in New York, vormen een veelvoorkomend thema in Hassams oeuvre, vanaf zijn terugkeer uit Europa in 1889 tot kort voor zijn dood in 1935. De imponerend hoge gebouwen, de lange avenues met de voortsnellende rijtuigen, later auto's, de mensen die hij er observeerde, altijd druk, vol leven en activiteit. Tegelijkertijd was het raken van een bepaalde melancholieke atmosfeer erg belangrijk voor hem, vrijwel altijd sterk bepaald door de weersomstandigheden, veelal in regen en wind. Hij noemde dit soort werken ook wel "nocturnes": dromerige composities die aanleiding moesten geven tot gemijmer. Rainy Day, New York kan zonder meer tot deze categorie werken worden gerekend, met als bijzonderheid dat de figuren goed herkenbaar en relatief geïsoleerd van de omgeving zijn weergegeven, waar hij ze in veel andere werken uit die tijd schildert als fantoomachtige silhouetten.

## Afbeelding
Rainy Day, New York, dat gezien het avondlijke uur wellicht beter Rainy Night, New York had kunnen heten, toont bij uitstek Hassams buitengewone gevoel voor atmosfeer. De bijzondere mix van het regenachtige weer en de schittering van het toen net geïntroduceerde artificiële licht, weerspiegeld in het plaveisel, geven het werk een bijzondere energie. Het ongedefinieerde van de situatie, waarbij de toeschouwer mag raden naar de plannen van het koppel, draagt bij aan een mysterieuze dramatiek.
Hassam beeldt de figuren af in een soort van abstracte schoonheid, met een beperkt kleurenpalet. De man gaat elegant gekleed, in een lange zwarte overjas, met witte sjaal en hoge hoed. Hij houdt zijn paraplu uit ter bescherming van een evenzeer stijlvol geklede dame, in een grijze mantel met pofmouwen, over een gelaagde lichtblauwe jurk. De vrouw schikt nog een beetje haar kleding. Klaarblijkelijk zijn ze net uit het huurrijtuig gestapt dat rechts op het doek nog net in beeld is gebracht, achter het trekpaard en met net ook nog zichtbaar de typisch New Yorkse "cabdriver". Even maken ze pas op de plaats. Wellicht zijn ze op weg naar een diner of theatervoorstelling. Plaats van handeling is waarschijnlijk in de buurt van Fifth Avenue, waar Hassam de meeste van zijn straattaferelen schilderde.
Vaak werkte Hassam zijn schilderijen in zijn atelier uit op basis van schetsen die hij maakte terwijl hij ook zelf in een "cab" zat, iets wat hij naar eigen zeggen graag deed omdat het hem op eenzelfde "level" bracht met de figuren die hij tekende, dichtbij, "alsof je ze toevallig voorbij loopt op straat". Ook met betrekking tot het hier besproken werk is het denkbaar dat hijzelf in een rijtuig zit op de voorgrond.

## Waardering
Hoewel Hassams straattaferelen vandaag de dag relatief onschuldig en charmant overkomen, waren ze in de tijd dat hij ze maakte redelijk controversieel. Veel mensen vonden ze te triviaal. Kunst moest vooral imponeren en een zeker grootsheid in zich dragen. De schoonheid van het alledaagse werd nog lang niet breed en ten volle gewaardeerd. Tegenwoordig worden Hassams werken gerekend tot het beste wat de Amerikaanse schilderkunst uit die periode heeft voortgebracht en brengen zijn werken recordbedragen op tijdens veilingen. Rainy Day, New York werd in 2010 voor ruim anderhalf miljoen Amerikaanse dollar verkocht bij Sotheby's.

## Nocturnes, circa 1892

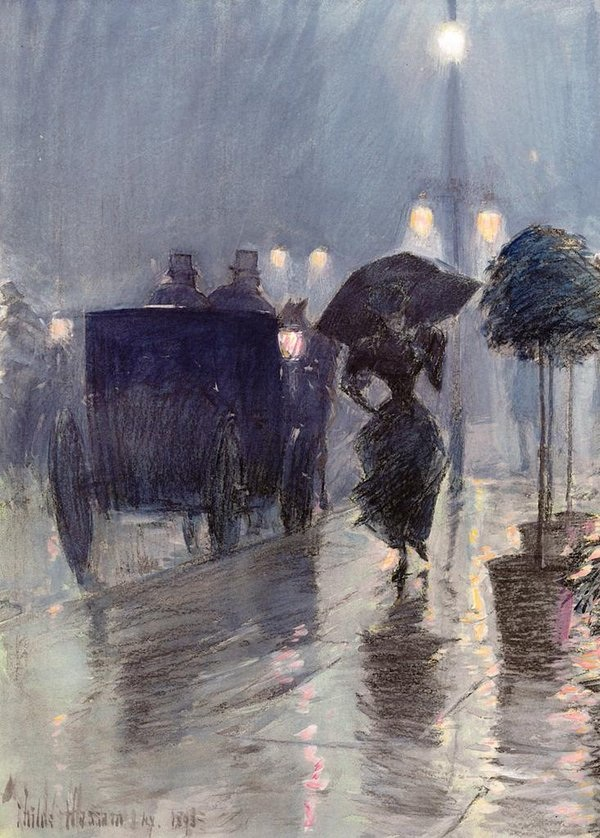
Evening in the Rain
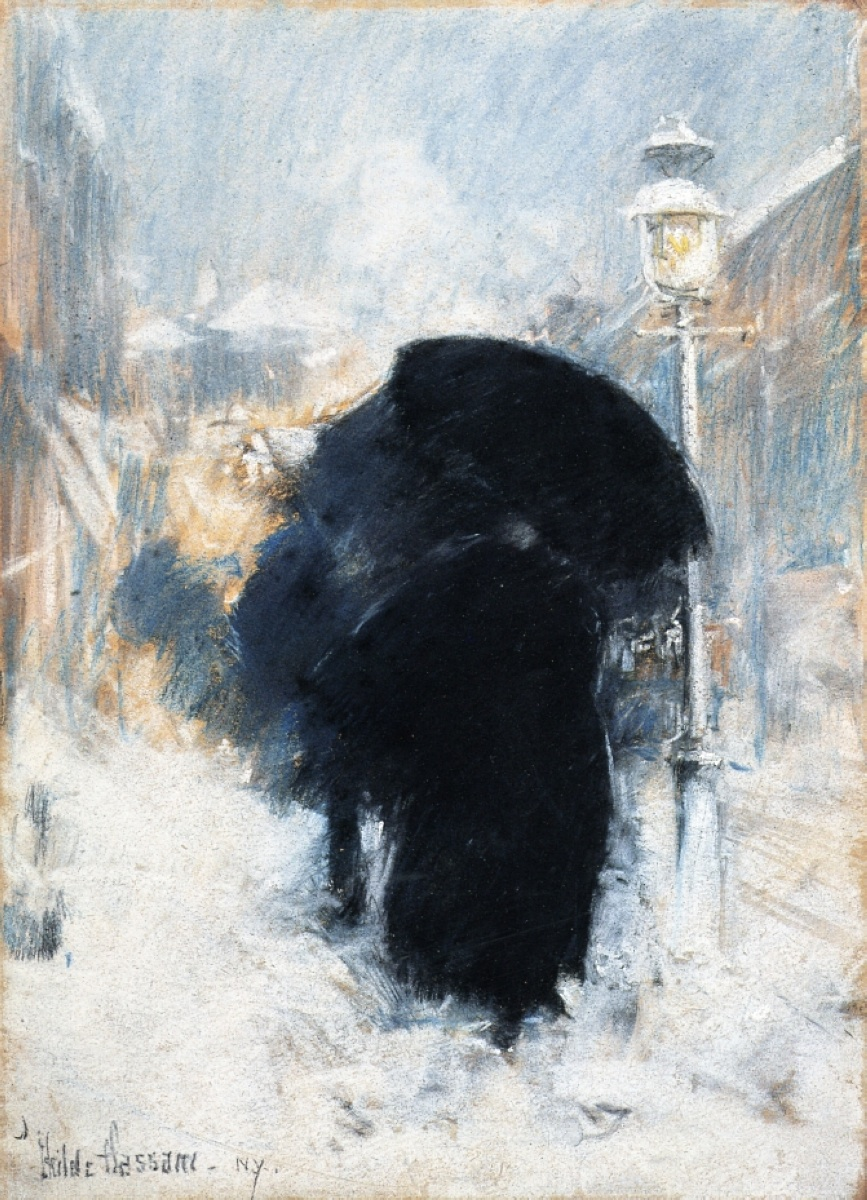
New York Blizzard